# Pierre Giraud
Pierre Giraud (Montferrand, 11 agosto 1791 – Cambrai, 17 aprile 1850) è stato un cardinale e arcivescovo cattolico francese.

## Biografia
Nacque a Montferrand l'11 agosto 1791.
Papa Pio IX lo elevò al rango di cardinale nel concistoro dell'11 giugno 1847.
Morì il 17 aprile 1850 all'età di 58 anni.

## Genealogia episcopale e successione apostolica
La genealogia episcopale è:
- Cardinale Scipione Rebiba
- Cardinale Giulio Antonio Santori
- Cardinale Girolamo Bernerio, O.P.
- Arcivescovo Galeazzo Sanvitale
- Cardinale Ludovico Ludovisi
- Cardinale Luigi Caetani
- Cardinale Ulderico Carpegna
- Cardinale Paluzzo Paluzzi Altieri degli Albertoni
- Papa Benedetto XIII
- Papa Benedetto XIV
- Papa Clemente XIII
- Cardinale Marcantonio Colonna
- Cardinale Giacinto Sigismondo Gerdil, B.
- Cardinale Giulio Maria della Somaglia
- Cardinale Luigi Lambruschini, B.
- Cardinale Pierre Giraud

La successione apostolica è:
- Vescovo Casimir-Alexis-Joseph Wicart (1845)
- Vescovo Alexandre-Hippolyte-Xavier Monnet, C.S.Sp. (1848)